# Refracție dublă

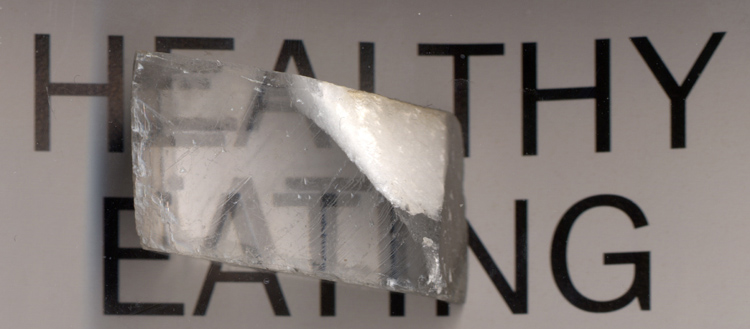
Refracţie dublă la calcită

Refracție dublă sau birefringența este o proprietate optică a unui material de a despărți în două raza de lumină, la traversarea unui mediu anizotrop al unui mineral cristalin ca de exemplu calcita.
Acest fenomen, prezent în special în cazul materialelor cristaline (dar și al celor amorfe), a fost descoperit în 1669 de danezul Rasmus Bartholin (1625-1698).
Astfel de materiale, optic anizotrope (deci care au un indice de refracție dependent de polarizare și de direcția de propagare a luminii), se numesc birefringente (sau birefractive).
Birefringența poate fi naturală sau artificială.
Dintre numeroasele cristale birefringente, cel mai cunoscut este carbonatul de calciu (CaCO3) cristalizat (calcit), cunoscut sub numele de spat de Islanda.
Un obiect privit printr-un mediu birefringent apare dublu.
Cele două raze de lumină (ordinară și extraordinară) sunt total polarizate în plane perpendiculare.
Formarea lor se explică prin acțiunea câmpului electric variabil E al undei luminoase asupra purtătorilor de sarcină electrică din volumul corpului; permitivitatea ε fiiind legată de proprietățile optice ale corpurilor anizotropice, lumina (sau, în general, unda electromagnetică) se propagă cu viteze diferite în direcții diferite.